# Arkoe
Arkoe és una població dels Estats Units a l'estat de Missouri. Segons el cens del 2000 tenia 58 habitants.

## Demografia
Segons el cens del 2000, Arkoe tenia 58 habitants, 24 habitatges, i 13 famílies. La densitat de població era de 160 habitants per km².
Dels 24 habitatges en un 33,3% hi vivien nens de menys de 18 anys, en un 45,8% hi vivien parelles casades, en un 4,2% dones solteres, i en un 41,7% no eren unitats familiars. En el 33,3% dels habitatges hi vivien persones soles el 16,7% de les quals corresponia a persones de 65 anys o més que vivien soles. El nombre mitjà de persones vivint en cada habitatge era de 2,42 i el nombre mitjà de persones que vivien en cada família era de 3,21.
Per edats la població es repartia de la següent manera: un 27,6% tenia menys de 18 anys, un 5,2% entre 18 i 24, un 34,5% entre 25 i 44, un 17,2% de 45 a 60 i un 15,5% 65 anys o més.
L'edat mediana era de 38 anys. Per cada 100 dones de 18 o més anys hi havia 147,1 homes.
La renda mediana per habitatge era de 40.000 $ i la renda mediana per família de 51.250 $. Els homes tenien una renda mediana de 27.500 $ mentre que les dones 21.250 $. La renda per capita de la població era de 13.725 $. Entorn del 14,3% de les famílies i el 14,3% de la població estaven per davall del llindar de pobresa.

## Poblacions més properes
El següent diagrama mostra les poblacions més properes.